# Plutonier

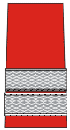
Însemnul de plutonier în Armata Română.

Plutonier este un grad militar de subofițer superior sergentului-major și inferior plutonierului major. 
Ca însemn al epoleților, în Armata Română, este reprezentat prin două galoane de 16 mm.